# Rapa Nui (film)
Rapa Nui är ett amerikanskt romantiskt-action-äventyr från 1994 i regi av Kevin Reynolds med Jason Scott Lee och Sandrine Holt i två av huvudrollerna. Filmen släpptes direkt på video i augusti 1995.

## Handling
På påskdagen år 1722 landstiger den holländske sjöfararen Jacob Roggeveen på en liten okänd ö långt ute i Stilla havet som infödingarna kallar för Rapa Nui. Där möts han av två stammar; Långa öron som är den härskande stammen på ön och arbetarstammen Korta öron. De två stammarna är på väg mot ett oundvikligt inbördeskrig.
De unga männen från "långöronen" tävlar i den årliga tävlingen "Birdman", där de ska simma ut till en mindre ö och hämta ett fågelägg och föra det tillbaka uppför de höga klipporna utan att krossa det. Vinnaren i tävlingen får styra ön i ett år. 
Ariki-mau har varit "Birdman" i 20 år, och har en övertygelse om att gudarna en dag skall komma i en stor vit kanot och ta honom till himlen. Hans rådgivare säger åt honom att han ska bygga fler och större moai-statyer för att uppmuntra gudarna att komma tidigare. Ariki-mau går med på detta, men anser att de senaste statyerna, som är över 20 meter höga, är alldeles för små. Så han bestämmer att "kortöronen" ska tvingas att bygga ännu större statyer på väldigt kort tid för att uppfylla hans önskemål.
Samtidigt har "långöronens" Noro förälskat sig i "kortöron"-flickan Ramana, vilket är totalt förbjuden kärlek på Rapa Nui, så de gör allt för att försöka hålla sitt förhållande hemligt så ingen av stammarna kommer på dem.

## Om filmen
Filmen är inspelad på Påskön.

## Rollista (urval)
- Jason Scott Lee - Noro
- Esai Morales - Make
- Cliff Curtis - Short Ears
- Sandrine Holt - Ramana
- Eru Potaka-Dewes - Ariki-mau
- Gordon Hatfield - Riro
- Frenxa Reuben - Heke
- Hori Ahipene - Overseer
- Ruihana Rewa - Äldre dam
- George Henare - Tupa
- Rawiri Paratene - Präst
- Pete Smith - Präst